# Annegret Hoberg
Annegret Hoberg (* 1955 in Düsseldorf) ist eine deutsche Kunsthistorikerin und Autorin. Sie war bis 2021 Kuratorin am Lenbachhaus in München.

## Leben und Wirken
Nach dem Studium der Kunstgeschichte, Geschichte und Archäologie in Tübingen, Hamburg, Paris und München promovierte Hoberg 1983 in Tübingen mit dem Thema Zur Ikonographie der Chronos-Figur in der französischen Kunst des 17. und 18. Jahrhunderts. Von 1984 bis 1987 war sie Volontärin und beteiligte sich an Ausstellungen an den Bayerischen Staatsgemäldesammlungen in München. Seit dem Jahr 1987 war Hoberg Kuratorin an der Städtischen Galerie im Lenbachhaus, München, wo sie die Abteilungen Blauer Reiter sowie das Kubin-Archiv betreute und bis 1998 auch die Graphische Sammlung. Sie publizierte beispielsweise zu den Themen Blauer Reiter, Deutscher Expressionismus und deren Künstler sowie zu Alfred Kubin. Zusammen mit Isabelle Jansen gab sie zwischen 2003 und 2011 das dreibändige Werkverzeichnis von Franz Marc heraus.

## Veröffentlichungen (Auswahl)
- mit Helmut Friedel (Hrsg.): Gabriele Münter 1877–1962. Retrospektive. Städtische Galerie im Lenbachhaus, München 1992.
- Wassily Kandinsky und Gabriele Münter in Murnau und Kochel 1902–1914, Briefe und Erinnerungen. Prestel, München 1994, ISBN 3-7913-1348-7.
- Maria Marc. Leben und Werk 1876–1955, Städtische Galerie im Lenbachhaus, München 1995.
- mit Titia Hoffmeister, Karl-Heinz Meißner: Anthologie. In: Der Blaue Reiter und das Neue Bild. Von der Neuen Künstlervereinigung München zum Blauen Reiter, Städtische Galerie im Lenbachhaus, München 1999.
- (Hrsg.) u. a.: Alfred Kubin. Das lithographische Werk. Hirmer, München 1999, ISBN 3-7774-8280-3.
- Gabriele Münter. Prestel, München 2003, ISBN 3-7913-2953-7.
- mit Isabelle Jansen: Franz Marc. Werkverzeichnis, Bd. I, Gemälde. Beck, München 2003, ISBN 3-406-51142-2.
- mit Isabelle Jansen: Franz Marc. Werkverzeichnis, Bd. II, Aquarelle, Gouachen, Zeichnungen, Postkarten, Hinterglasmalerei, Kunstgewerbe, Plastik. Beck, München 2004, ISBN 978-3-406-51140-0.
- mit Isabelle Jansen: Franz Marc Werkverzeichnis, Bd. III, Skizzenbücher und Druckgraphik. Beck, München 2011, ISBN 978-3-406-51141-7.
- Alfred Kubin. Prestel, München 2008, ISBN 978-3-7913-4118-7.
- Franz und Maria Marc. Prestel, München 2004, ISBN 3-7913-3184-1.
- mit Helmut Friedel (Hrsg.): Der Blaue Reiter im Lenbachhaus. Prestel, München 2013, ISBN 978-3-7913-5311-1.
- August Macke, Franz Marc – der Krieg, ihre Schicksale, ihre Frauen. Wienand, Köln 2015, ISBN 978-3-86832-255-2.
- Gabriele Münter. Wienand, Köln 2017, ISBN 978-3-86832-372-6.